# Nancy Lee Grahn
Nancy Lee Grahhn (Evanston, 28 aprile 1956) è un'attrice statunitense.
Nota principalmente per il ruolo di Julia Wainwright Capwell in Santa Barbara e di Alexis Davis in General Hospital.

## Biografia
Nancy Lee Grahn è nata il 28 aprile 1956 a Evanston, in Illinois. Era la figlia di Barbara Edna Ascher, un'ebrea, e Robert Donald Grahn, un luterano. La sua prima apparizione a teatro fu nell'opera Oklahoma!. Alla Niles North High School di Skokie ha recitato assieme a Gregg Edelman nella produzione della scuola di Lil ' Abner. Mentre frequentava l'Università dell'Illinois - Urbana-Champaign, ha interpretato Mimi nel musical Guys and Dolls al Goodman Rep Theate.
Successivamente si è trasferita a New York, dove ha studiato recitazione. Lì ha recitato in Sogno di una notte di mezza estate e A piedi nudi nel parco. È apparsa anche in alcuni spot pubblicitari.
Nel 1980 è apparsa in un episodio della serie TV La casa nella prateria. Successivamente è apparsa in alcuni episodi di L'incredibile Hulk, Magnum, P.I., Quincy e Supercar. Nel 1985 ha recitato nei film TV Amanti, Vittime del silenzio e Streets of Justice. Nello stesso anno ha interpretato Sheila Saxon in un episodio di La signora in giallo. Dal 1985 al 1993 ha interpretato Julia Wainwright nella soap opera Santa Barbara. Per questo ruolo ha vinto un Daytime Emmy Award come miglior attrice non protagonista in una serie drammatica nel 1989. Nel 1995 ha recitato nel film Grano rosso sangue 3. Dal 1995 al 1996 ha interpretato Connie Dahlgren in Murder One. Dal 1997 al 1999 ha recitato nella serie Settimo cielo. Nel 2000 ha recitato in 6 episodi di Port Charles. Dal 1996 interpreta Alexis Davis nella soap opera General Hospital. Per questo ruolo è stata candidata a 10 Daytime Emmy Awards, riuscendo a vincere nel 2012 come miglior attrice non protagonista in una serie drammatica.

## Filmografia

### Cinema
- Grano rosso sangue 3 (Children of the Corn III: Urban Harvest), regia di James D.R. Hickox (1995)

### Televisione
- Una vita da vivere (One Life to Live) – serie TV (1968)
- La casa nella prateria (Little House on the Prairie) – serie TV, episodio 6x24 (1980)
- L'incredibile Hulk (The Incredible Hulk) – serie TV, episodio 5x07 (1982)
- Magnum, P.I. – serie TV, episodio 2x14 (1982)
- Quincy (Quincy, M.E.) – serie TV, episodio 7x13 (1982)
- La Fenice (The Phoenix) – serie TV, episodio 1x03 (1982)
- Simon & Simon – serie TV, episodio 2x02 (1982)
- Supercar (Knight Rider) – serie TV, episodio 1x06 (1982)
- Amanti (Obsessed with a Married Woman), regia di Richard Lang – film TV (1985)
- Vittime del silenzio (Kids Don't Tell), regia di Sam O'Steen – film TV (1985)
- Streets of Justice, regia di Christopher Crowe – film TV (1985)
- La signora in giallo (Murder, She Wrote) – serie TV, episodi 1x15-2x17 (1985-1986)
- Santa Barbara – soap opera, 1175 puntate (1985-1993)
- Blacke's Magic – serie TV, episodio 1x07 (1986)
- I figli della polvere (The Girl Who Came Between Them), regia di Mel Damski – film TV (1990)
- Perry Mason: La bara di vetro (Perry Mason: The Case of the Glass Coffin), regia di Christian I. Nyby II – film TV (1991)
- Gute Zeiten, schlechte Zeiten – serie TV, episodio 1x331 (1993)
- Babylon 5 – serie TV, episodio 1x07 (1994)
- Models, Inc. – serie TV, 5 episodi (1994)
- Robin's Hoods – serie TV, episodio 1x22 (1995)
- Renegade – serie TV, episodio 4x09 (1995)
- Murder One – serie TV, 7 episodi (1995-1996)
- Un detective in corsia (Diagnosis Murder) – serie TV, episodio 3x18 (1996)
- General Hospital – serie TV, 1990 episodi (1996-in corso)
- Melrose Place – serie TV, 7 episodi (1997)
- Settimo cielo (7th Heaven) – serie TV, 6 episodi (1997-1999)
- Port Charles – serie TV, 6 episodi (2000)
- Castle – serie TV, episodio 5x10 (2013)

## Riconoscimenti
- Daytime Emmy Awards
  - 1989 - Miglior attrice non protagonista in una serie drammatica per Santa Barbara
  - 2000 - Candidatura alla miglior attrice non protagonista in una serie drammatica per General Hospital
  - 2003 - Candidatura alla miglior attrice in una serie drammatica per General Hospital
  - 2004 - Candidatura alla miglior attrice in una serie drammatica per General Hospital
  - 2005 - Candidatura alla miglior attrice in una serie drammatica per General Hospital
  - 2006 - Candidatura al miglior Special Class Special per SOAPnet Revelas ABC Soap Secrets
  - 2011 - Candidatura alla miglior attrice non protagonista in una serie drammatica per General Hospital
  - 2012 - Miglior attrice non protagonista in una serie drammatica per General Hospital
  - 2017 - Candidatura alla miglior attrice in una serie drammatica per General Hospital
  - 2018 - Candidatura alla miglior attrice in una serie drammatica per General Hospital
  - 2021 - Candidatura alla miglior attrice in una serie drammatica per General Hospital
  - 2022 - Candidatura alla miglior attrice non protagonista in una serie drammatica per General Hospital

## Doppiatrici italiane
Nelle versioni in italiano dei suoi film, Nancy Lee Grahn è stata doppiata da:
- Alessandra Korompay in La signora in giallo
- Cristiana Lionello in Settimo cielo
- Chiara Salerno in Castle